# Isla Monolia
Monolia es un islote situado entre la isla de Eubea y Grecia continental. La isla se formó a partir de erupciones volcánicas submarinas. Sus coordenadas son estas:  38.821788°  22.816831°